# 877
877 (DCCCLXXVII) je bilo navadno leto, ki se je po julijanskem koledarju začelo na torek.

## Dogodki
- 1. januar

## Smrti
- 6. oktober - Karel Plešasti, kralj Frankovskega kraljestva in cesar Svetega rimskega cesarstva (* 823)
- Janez Skot Eriugena, irski teolog in filozof (* 815)